# Circus Atari
Circus Atari ist ein US-amerikanisches Videospiel für Atari 2600 Konsolensystem. Das Spiel wurde von dem Programmierer Mike Lorenzen entwickelt und von Atari, Inc. im Jahre 1980 erstmals veröffentlicht. Bei Circus Atari handelt es sich um eine Adaption des Spielhallenklassikers Circus der Firma Exidy aus dem Jahre 1977, das Atari selbst schon im Jahre 1978 als Arcade-Spiel herausgebracht hatte.

## Spielprinzip
Circus Atari lehnt sich im Gameplay sehr stark an Breakout (ebenfalls ein Atari Spiel) an. Ein Clown sitzt auf einer Wippe, die von einem Atari Paddle Controller gesteuert wird. Ein zweiter Clown springt von der einen Seite des Bildschirms ins Bild.
Dadurch, dass der Spieler die leere Seite der Wippe so unter dem fallenden zweiten Clown platziert, dass dieser die Wippe trifft, wird der erste Clown in die Höhe geschleudert.
Am oberen Ende des Bildschirms befinden sich mehrere Reihen an farbigen Klötzen, die durch die hochspringenden Clowns eingesammelt werden müssen. Für jeden eingesammelten Klotz erhält der Spieler Punkte. Hat der Spieler alle Klötze eingesammelt, beginnt ein neuer Level.